# Peter Harlan

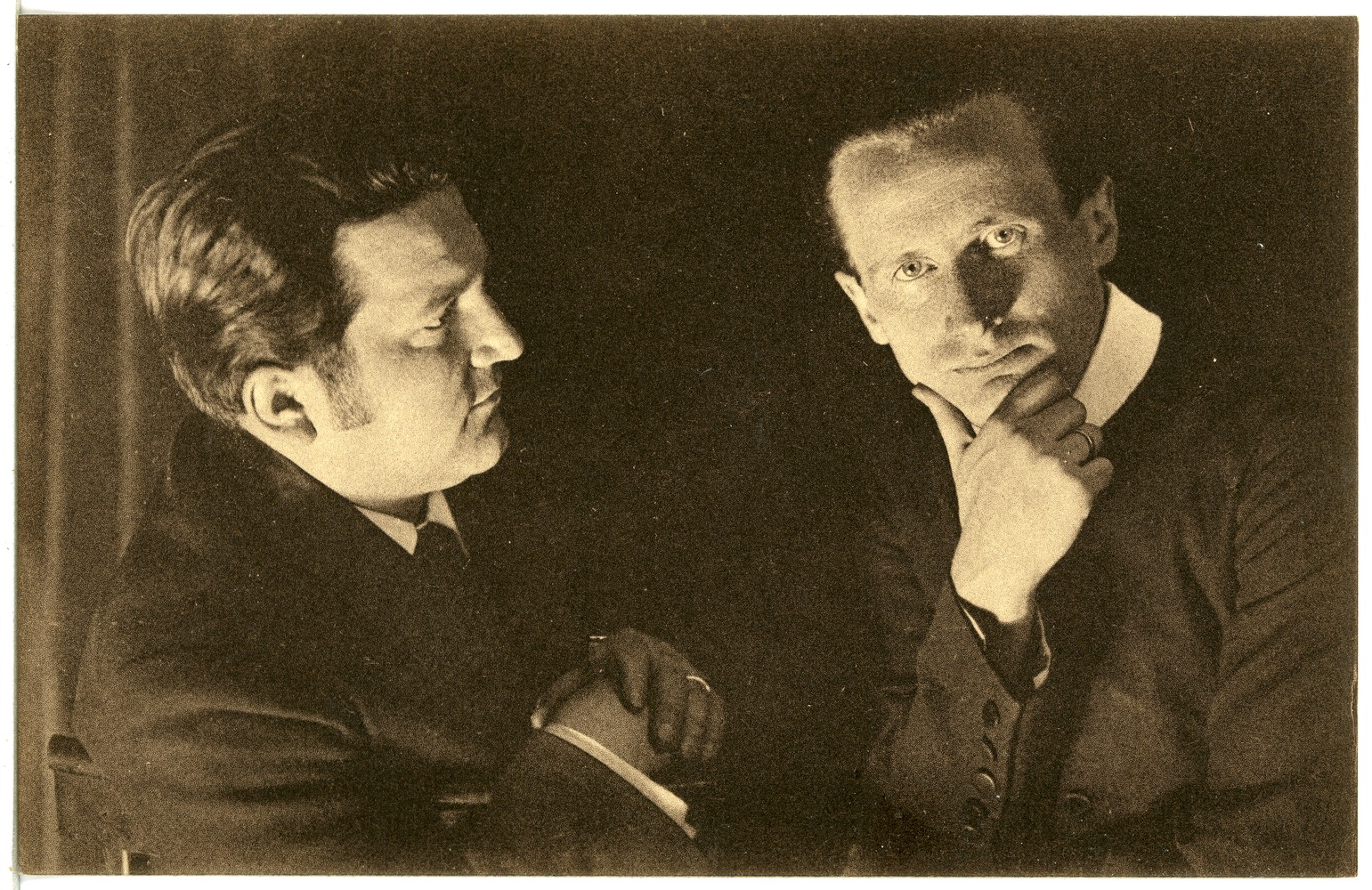
Harlan-Lucas-Abende, links Peter Harlan (1927)

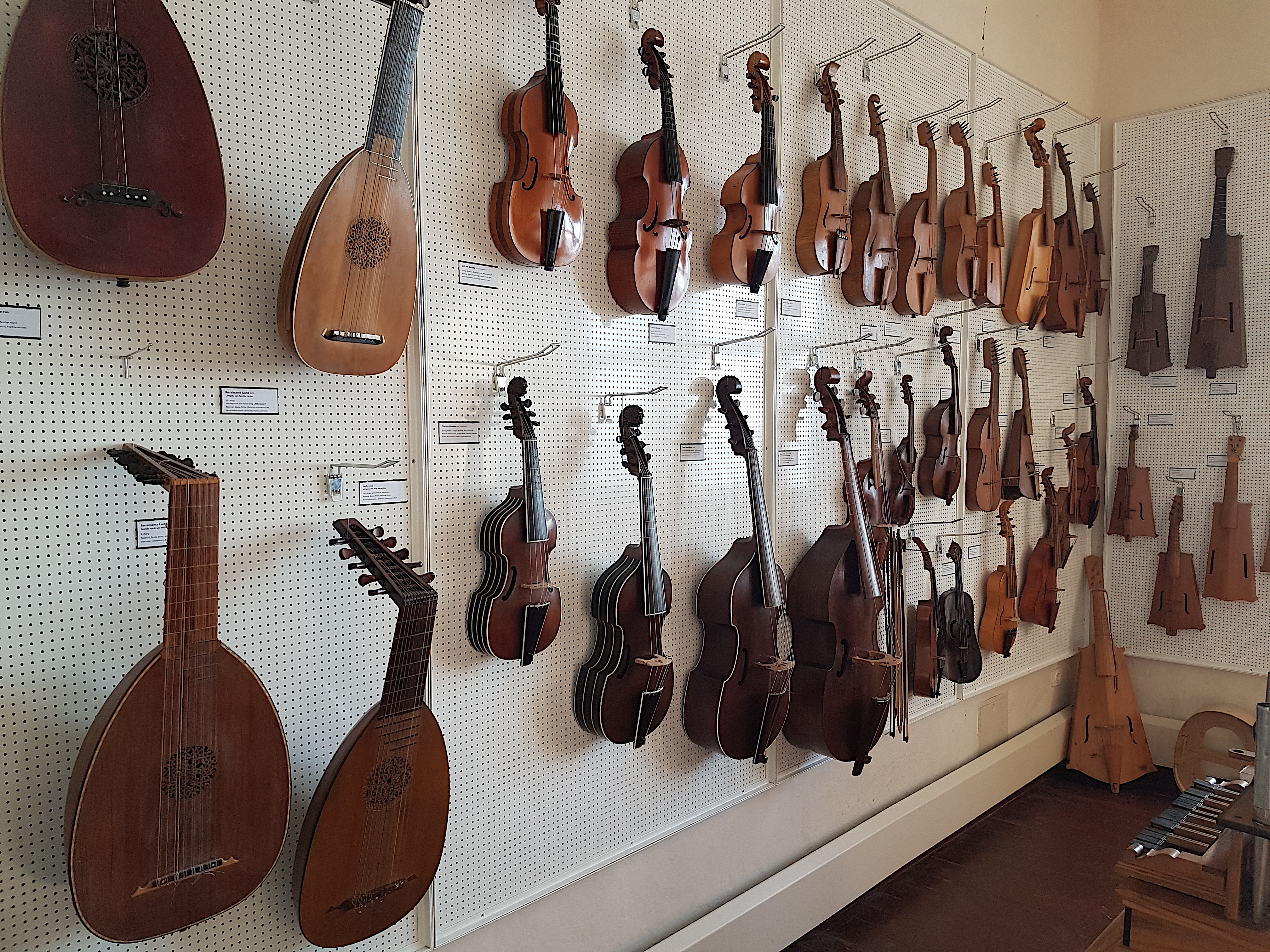
Diese Ausstellungswand des Museums Burg Sternberg veranschaulicht die Entwicklung der Jugendmusikbewegung am Anfang des 20. Jahrhunderts unter Harlan.

Peter Harlan (* 26. Februar 1898 in Berlin; † 13. Januar 1966 auf Burg Sternberg/Lippe) war ein deutscher Multiinstrumentalist und Musikinstrumentenbauer. In den 1920er Jahren war er Mitarbeiter der Münchner Zeitschrift Der Gitarrenfreund.

## Leben und Wirken
Peter Harlan stammt aus der Künstlerfamilie Harlan. Er ist Sohn des Schriftstellers Walter Harlan und Bruder des Filmregisseurs Veit Harlan („Jud Süß“).
Nach dem Abitur, einer Lehre als Saiteninstrumentenmacher bei Ernst Wilhelm Kunze und der Gründung einer eigenen Werkstatt für den Bau mittelalterlicher Instrumente in Markneukirchen im vogtländischen Musikwinkel lernte Peter Harlan in den 1920er Jahren bei Wilibald Gurlitt in Freiburg im Breisgau die ersten Blockflöten kennen. Er gab später an, 1921 die erste Blockflöte gebaut zu haben. 1925 besuchte er mit dem deutschen Musikforscher Max Seiffert den führenden Experten für alte Kammermusik Arnold Dolmetsch in England. 1926 ließ er durch andere Blasinstrumentenbauer eine Blockflöte bauen. Das Resultat dieser Versuche war die noch heute geläufige deutschgriffige Blockflöte, die damit zu einem einfach und schnell zu erlernenden Instrument wurde, mit dem sowohl bekanntes Liedgut als auch klassisches Repertoire gespielt werden konnte. Diese Bärenreiter-Blockflöte aus den Harlan-Werkstätten erfuhr auch wegen ihres günstigen Verkaufspreises von 4 Reichsmark eine rasche Verbreitung.
Von Gurlitt angeregt, entwickelte Harlan neben Blockflöten auch Fideln, Gamben und Klavichorde nach historischen Vorbildern. Als wichtigste seiner Taten sah er die Fidelkonstruktion an. Sein besonderes Anliegen war es, dieses 6-saitige Streichinstrument, das er aus dem Grundgerüst der Gambe konstruierte, wegen seiner leicht zu erlernenden Spielweise zum – neben der Blockflöte – zukunftsweisenden Laieninstrument werden zu lassen. Zusammen mit dem Lautenbauer Hans Henning Jordan spielte er eine wichtige Rolle in der Wiederentdeckung und in der Renaissance der Laute.
Gemeinsam mit der Musikwissenschaftlerin Cornelia Schröder-Auerbach und dem Bratschisten und Komponisten Hanning Schröder gründete er 1930 das Harlan-Trio, das Pionierarbeit auf dem Gebiet der historischen Aufführungspraxis mit Musik vom Mittelalter bis zum Barock leistete.
Im Zweiten Weltkrieg wurde er Luftwaffenoffizier und erhielt im Dezember 1944 das Kommando über die lippische Burg Sternberg. In den letzten Kriegstagen 1945 verweigerte er den Befehl zur Zerstörung der Burg mittels einiger Fässer Benzin und wartete den Einmarsch der alliierten Truppen im sicheren Lemgo ab, so dass die Burg kampflos in deren Hände fiel. 
1947 pachtete Peter Harlan die Burg Sternberg, nahm dort den Instrumentenbau wieder auf und baute die Burg zu einer wichtigen Schulungsstätte deutscher Musikpflege aus. Dazu wurde ein vielfältiges Lern- und Präsentationsprogramm etabliert, das aus Kursen zum Spiel der Fidel, Kursen zum Selbstbau von Musikinstrumenten, aber auch aus kleinen Konzerten, Puppenspielen und Burgführungen bestand. Bis zu seinem Tode ermöglichte er so zahllosen Kindern, ihre ersten Schritte auf dem Feld der Musik durch Spiel, Selbstbau oder Kauf einfacher Musikinstrumente zu gehen.
Nach dem Tode Peter Harlans führten die Söhne Till und Klaus Harlan die Arbeit des Vaters auf Burg Sternberg fort.